# Hôtel de Barral
Ne doit pas être confondu avec Hôtel Baral.
L'hôtel de Barral est un hôtel particulier du XVIIe et XVIIIe siècles qui se situe à Soissons. 

## Historique
Il est inscrit aux monuments historiques depuis le 4 juillet 1980.